# Gérald Cyprien Lacroix
Gérald Cyprien kardinál Lacroix ISPX (* 27. července 1957, Saint-Hilaire-de-Dorset, Kanada) je kanadský římskokatolický kněz, arcibiskup quebecký, kanadský primas a od roku 2014 také kardinál. Dříve byl pomocným biskupem quebecké arcidiecéze.

## Život
Studoval teologii na kanadské Laval University. V roce 1975 byl přijat do Sekulárního institutu sv. Pia X. Na kněze byl vysvěcen v 8. října 1988 z rukou Maurice Couture pomocného biskupa Québecu a titulárního biskupa Talaptula .
V desetiletí 1990–2000 pracoval v Kolumbii, kde založil nová působiště institutu. V letech 2001–2009 zastával po dvě funkční období v institutu nejvyšší funkci (r. 2005 byl znovuzvolen).

### Biskupské působení
Dne 7. dubna 2009 se stal pomocným biskupem Québecu a titulárním biskupem Hiltským. Na biskupa byl vysvěcen 24. května 2009 kardinálem Marcem Ouelletem a Maurice Couture, Gillem Lemay. Dne 22. února 2011 byl jmenován primasem a arcibiskupem Québecu.

### Kardinálem
Dne 12. ledna 2014 papež František oznámil, že arcibiskup Lacroix bude jmenován kardinálem. V konzistoři dne 22. února 2014 jej také jmenoval kardinálem-knězem a udělil mu titul San Giuseppe all’Aurelio.